# Eublemma insignifica
Eublemma insignifica är en fjärilsart som beskrevs av Rothschild 1924. Eublemma insignifica ingår i släktet Eublemma och familjen nattflyn. Inga underarter finns listade i Catalogue of Life.